# Incilius cristatus
Incilius cristatus är en groddjursart som först beskrevs av Wiegmann 1833.  Incilius cristatus ingår i släktet Incilius och familjen paddor. IUCN kategoriserar arten globalt som akut hotad. Inga underarter finns listade i Catalogue of Life.